# Entomacrodus chiostictus
Entomacrodus chiostictus es una especie de pez de la familia Blenniidae en el orden de los Perciformes.

## Morfología
• Los machos pueden llegar alcanzar los 7,5 cm de longitud total.

## Reproducción
Es ovíparo.

## Hábitat
Es un pez de mar y de clima tropical y asociado a los  arrecifes de coral.

## Distribución geográfica
Se encuentra desde el Golfo de California hasta Panamá (incluyendo las Islas Revillagigedo y  Clipperton ).